# Morne du Cibao
Le morne du Cibao est un sommet montagneux qui s'élève dans les montagnes du Cibao situées dans la partie méridionale  de la chaîne de la Selle en république d'Haïti.
Le morne du Cibao est le troisième sommet le plus haut d'Haïti avec ses 2 280 mètres d'altitude (après ceux du pic la Selle et du pic de Macaya).
Malgré la toponymie de son appellation, le terme Cibao provient de la langue taíno (Ciba-o, le « lieu où abondent les pierres »), le morne du Cibao et les montagnes du Cibao qui l'entourent n'ont aucun lien géographique avec la région du Cibao située dans la partie septentrionale de la République dominicaine.